# Santa Maria del Cedro
Santa Maria del Cedro è un comune italiano di 5 149 abitanti della provincia di Cosenza, in Calabria nordoccidentale.
È uno dei comuni della cosiddetta Riviera dei Cedri, che prende il nome dal tipico agrume ivi coltivato.
Fino al 1955 il comune aveva il nome di Cipollina e, da allora fino al 1968, quello di Santa Maria. 

## Geografia fisica
Il comune di Santa Maria del Cedro è situato all'estremità inferiore della Piana del Lao, vicino ai fiumi Lao e Abatemarco, sulla riva del Tirreno, tra i comuni di Scalea a nord, e Grisolia a sud. La parte di costa prospiciente è denominata Riviera dei cedri. Si trova a breve distanza dal Parco nazionale del Pollino.

## Storia
La località fu fondata nel XVII secolo dagli sfollati del borgo di Abatemarco a seguito della distruzione di quest'ultimo da parte di un'alluvione dell'omonimo fiume.
Il nucleo originale era costituito dal casale, piccolo gruppo di case situato in corrispondenza della odierna piazza principale.
Fu feudo dei Brancati di Napoli fino all'Unità d'Italia con il nome di Cipollina, ossia verosimilmente "luogo al di qua (cis-) del Pollino".
Fu frazione del comune di Grisolia fino al 1948, quando divenne comune autonomo; nel 1955 assunse il nome di Santa Maria, e nel 1968 la denominazione attuale.

### Simboli
Lo stemma e il gonfalone municipale, concessi con DPR del 7 febbraio 1958, raffigurano il volto della Madonna, un frutto del cedro e una colonna greca, con il mare sullo sfondo.
Il gonfalone è un drappo di azzurro.

## Monumenti e luoghi d'interesse

### Architetture militari
- Castello di San Michele

### Architetture civili
Di datazione posteriore è il cosiddetto "Carcere dell'Impresa" (dal greco Karteros; di luogo: forte - imponente) un antico opificio risalente al XV/XVI sec. appartenuto per lungo tempo ai Sollazzo, una famiglia di nobili origini di Santa Maria del Cedro. Oggi è sede del Museo del Cedro di Santa Maria del Cedro, istituito dal Consorzio del Cedro di Calabria.

### Archeologia
Sul territorio di Santa Maria del Cedro sono presenti numerose testimonianze archeologiche riguardanti praticamente tutti i periodi storici.
Sul colle Palecastro (Παλαίκαστρο - vecchio castello - in greco), in frazione Marcellina, troviamo i resti della città greca di Laos, i cui numerosi reperti rinvenuti sono oggi conservati nell'antiquarium di Scalea e al Museo Nazionale della Magna Grecia di Reggio Calabria. Gli scavi dell'area archeologica sono ostacolati dallo sviluppo urbanistico dell'odierno centro abitato, cresciuto proprio al di sopra di Laos.
Interessanti sono i resti dell'abitato alto-medievale di Abatemarco insieme ai ruderi del Castello di San Michele e l'acquedotto normanno.
Particolare è anche la Torre Sant'Andrea, parte integrante del sistema difensivo di torri costiere della Riviera dei Cedri.

## Società

### Evoluzione demografica
Abitanti censiti

### Etnie e minoranze straniere
Secondo i dati ISTAT al 31 dicembre 2018 la popolazione straniera residente era di 213 persone, ovvero il 4,26% della popolazione totale.
Le nazionalità maggiormente rappresentate in base alla loro percentuale sul totale della popolazione residente erano:
- Romania 90 1,80%
- Marocco 46 0,92%

## Cultura

### Cucina
Il cedro, conosciuto generalmente con il nome di cedro di Santa Maria del Cedro, è il prodotto tipico del territorio e viene impiegato nell'elaborazione di numerose ricette tradizionali, rielaborate anche in chiave moderna.
Il Consorzio del Cedro di Calabria, con sede a Santa Maria del Cedro, è l'Ente che si occupa della promozione e della tutela del cedro.

### Museo del cedro
A Santa Maria del Cedro si trova il museo del cedro.

## Economia
La localizzazione tra due fiumi non grandi ma comunque aventi efflusso continuo e non trascurabile, che hanno creato una piana, anch'essa non vasta ma assai fertile, spiegano l'originale vocazione agricola della zona. Il clima mediterraneo ha favorito la coltivazione di alcune specie non comuni, quali appunto il cedro di Santa Maria del Cedro.
La presenza di una vasta spiaggia sul Tirreno, il retroterra dolcemente in salita verso l'Appennino e l'apertura quasi contemporanea della variante alla Strada statale 18 Tirrena Inferiore e del raddoppio della ferrovia Salerno-Reggio Calabria hanno permesso, dopo il 1970, lo sviluppo turistico della zona.

## Infrastrutture e trasporti
Il comune è attraversato dalla strada statale 18 e vi sono due stazioni ferroviarie della linea Salerno-Reggio Calabria: la stazione di Grisolia-Santa Maria (nel territorio comunale di Grisolia) e quella di Marcellina-Verbicaro-Orsomarso, presso la frazione Marcellina. Una buona rete di strade secondarie lo collega a Scalea, Grisolia e Verbicaro.

## Amministrazione
La sede municipale si trova in via Nazionale, 16.
Di seguito è presentata una tabella relativa alle amministrazioni che si sono succedute in questo comune.
| Periodo | Periodo   | Primo cittadino       | Partito                                 | Carica  | Note |
| ------- | --------- | --------------------- | --------------------------------------- | ------- | ---- |
| 1995    | 2004      | Giuseppe Aulicino     |                                         | Sindaco |      |
| 2004    | 2009      | Francesco Maria Fazio |                                         | Sindaco |      |
| 2009    | 2014      | Giuseppe Aulicino     |                                         | Sindaco |      |
| 2014    | in carica | Ugo Vetere            | lista civica Continuità nel cambiamento | Sindaco |      |

## Sport
La 2ª tappa del Giro d'Italia 2005 si è conclusa a Santa Maria del Cedro.